# Prapetno
Prapetno este o localitate din comuna Tolmin, Slovenia, cu o populație de 130 de locuitori.